# Massimo Nistri
Massimo Nistri (Firenze, 10 ottobre 1955 – Firenze, 1º maggio 2024) è stato un nuotatore italiano.

## Biografia
Nato il 10 ottobre 1955 a Firenze, ancora tredicenne divenne campione europeo giovanile a Vienna 1969 nei 200 m dorso, con il tempo di 2'19"0.
2 anni dopo vinse la medaglia d'oro ai Giochi del Mediterraneo di Smirne 1971, sempre nei 200 m dorso, in 2'12"6.
A 16 anni partecipò ai Giochi olimpici di Monaco di Baviera 1972, nei 200 m dorso, uscendo in batteria, 3º con il tempo di 2'12"85.
In carriera prese parte anche ai primi campionati mondiali di nuoto, quelli di Belgrado 1973 (7º in finale nei 200 m dorso in 2'10"11) e agli Europei di Barcellona 1970 e Vienna 1974.
Morì a Firenze il 1º maggio 2024 all'età di 68 anni.

## Palmarès

### Giochi del Mediterraneo
- 1 medaglia:
  - 1 oro (200 m dorso a Smirne 1971)

### Europei giovanili
- 1 medaglia:
  - 1 oro (200 m dorso a Vienna 1969)